# El Massó (Vilada)
El Massó és una masia situada al terme municipal de Vilada, al Berguedà que està inventariada com a patrimoni immoble al mapa de patrimoni cultural de la Generalitat de Catalunya amb el número IPAC-3727. Està en bon estat de conservació. Originàriament tenia un ús agropecuari.

## Situació geogràfica
El Massó està situat a la carretera C-26 entre Vilada i Borredà al km. 35.

## Descripció i característiques
El Massó és una masia d'estructura clàssica coberta a dues vessants i amb el carener perpendicular a la façana orientada a migdia. De petites proporcions, concentra les obertures, formades per senzilles finestres amb llindes de fusta, a llevant i migdia. Els murs són fets amb maçoneria força irregular.

## Història
El Massó fou capbreuat l'any 1718 pel Pere Tubau, que es reconeixia vassall del Duc de la Portella i al qual pagava censos anualment. El mas fou abandonat després de la guerra civil i avui s'ha adaptat com a segona residència.